# 静岡英和学院大学
静岡英和学院大学（しずおかえいわがくいんだいがく、英語: Shizuoka Eiwa Gakuin University）は、静岡県静岡市駿河区池田1769に本部を置く私立大学。1887年創立、2002年大学設置。大学の略称は県内では「英和」ないしは「英和学院」など。 

## 沿革
- 1887年 静岡メソジスト教会牧師平岩愃保の提唱に県令関口隆吉が賛同支援し、カナダ・メソジスト婦人宣教師会の積極的参加を得て、「静岡女学校」開校。（初代校長　M・Jカニングハム）
- 1950年 運営母体を学校法人静岡英和女学院に改組（2016年 学校法人静岡英和学院に改称）
- 1966年 静岡英和女学院短期大学、開学（英文科・国文科）
- 2002年 静岡英和学院大学、開学。静岡英和女学院短期大学を男女共学化し、静岡英和学院大学短期大学部に改組・改称

## 学部・学科
- 人間社会学部
  - 人間社会学科
    - 心理メジャー
    - 経済経営メジャー
    - 観光地域デザインメジャー
    - 英語文化メジャー
    - 日本語文化メジャー

  - コミュニティ福祉学科
    - 保育・幼児教育メジャー
    - 社会福祉メジャー
    - 福祉心理メジャー
    - ソーシャルサービス･イノベーションメジャー

## 著名な出身者
- 白井ゆかり - モデル　※中退

## 系列校
- 静岡英和学院大学短期大学部
- 静岡英和女学院中学・高等学校

## 関係校
- 東洋英和女学院大学
- 山梨英和大学